# Imprensa rosa
Imprensa rosa ou Imprensa cor-de-rosa é a designação dada à imprensa especializada em assuntos cotidianos ou considerados incríticos, bem como à especialização da profissão jornalística em hábitos de comportamento ou celebridades. É geralmente associada com conteúdo rentável e propagandístico com grande alcance das massas.

## Modelos de imprensa rosa

### Revistas de celebridades
As chamadas revistas de celebridades, por vezes chamadas de tabloides, são focadas na vida íntima de pessoas conhecidas na sociedade, como membros da elite, milionários, figuras do chamado Jet-set, atores e atrizes de TV, cantores, músicos, cineastas e artistas em geral. Às vezes, estas revistas são criticadas por fazerem sua cobertura de forma intrusiva e cometer invasão de privacidade. Nos Estados Unidos, a segunda revista mais lida no país na última metade de 2018, de acordo com pesquisa da GfK, foi a revista People (especializada em cobrir a vida de celebridades). No Brasil, segundo a ANER, a terceira colocada na lista de revistas de maior circulação em 2014 foi a revista Caras, também especializada na cobertura de celebridades.  Um extinto suplemento dominical com esse tema foi o "Revista da TV", no Correio da Paraíba.

### Coluna social
A Coluna Social, também conhecida como Nota Social, é uma seção típica de grandes jornais que costuma trazer informações sobre personalidades da elite (de uma cidade, região ou país). Por vezes, são consideradas como colunas sociais notas sobre eventos da chamada alta sociedade, assim também como a cobertura da vida de políticos e legisladores ou mesmo do plano de fundo dentro desses grupos. Não raro, colunas sociais são criticadas por alimentarem boatos, rumores e fofocas por não apresentarem o mesmo rigor na verificabilidade das informações apresentadas que outras áreas do jornalismo.
[carece de fontes?]

### Comportamento
Em Jornalismo, chama-se de comportamento o tipo de pauta que aborda hábitos sociais, sejam de consumo, de alimentação, de leitura, de cultura, de entretenimento, de passeios, de viagens ou outros quaisquer. No Brasil, alguns jornais de grande circulação trazem suplementos dominicais focados em matérias de Comportamento, como a revista Domingo (do Jornal do Brasil, pioneira no gênero), a Revista da Folha (Folha de S.Paulo) e a recente Revista O Globo (O Globo), e um extinto suplemento dominical, o "Homem & Mulher", no Correio da Paraíba.
Na televisão, alguns canais e programas de referência são o Viva, o GNT Fashion, o Decora Brasil e o Alternativa: Saúde (todos do canal GNT).

### Saúde
A cobertura em Saúde (geralmente, numa perspectiva social e coletiva) envolve doenças, tratamentos, métodos de prevenção, hábitos alimentares e exercícios físicos.
As revistas especializadas da área incluem a Saúde! e Vida Simples, da editora Abril, Corpo a Corpo e Viva Saúde, da editora Símbolo, Cuidados pela Vida, Dieta Já, Atualização Médica, Estilo Natural, Intramed, Maturidade, Percurso, além da extinta Manchete Saúde, da Bloch Editores.

### Família
Em editorias de Comportamento ou revistas especializadas, a cobertura de Família pode ser tanto sobre a vida conjunta em família, hábitos domésticos, quanto segmentada por estereótipos de gênero e faixa etária — ou seja, o que fazem a mulher, a criança, o adolescente, o homem e o idoso.
As revistas especializadas nesta área incluem Crescer, da editora Globo, Noivas, Meu Nenê e Gravidez Feliz, da editora Símbolo, além da extinta Pais e Filhos, da Bloch editores.

### Moda
A cobertura de moda exige conhecimento detalhado sobre vestuário, indumentária, tipos de tecidos e costuras, estilismo, história da arte, estética e design, entre outros. No Brasil, alguns expoentes desta especialização são Iesa Rodrigues, Mara Caballero e Beth Costa.
As revistas especializadas nesta área incluem a Manequim e Estilo de Vida, da editora Abril, Moda Moldes da editora Globo, além da extinta Desfile, da Bloch editores.

### Culinária e gastronomia
Em diversos jornais e revistas, a editoria de Comportamento, Família ou Feminino inclui também a cobertura de gastronomia (inaugurações de restaurantes, novos pratos, festivais, cursos, visitas de chefs estrangeiros e outros eventos relacionados). Às vezes, esta cobertura é associada com a editoria de Turismo, que tem maior oportunidade de conhecer cozinhas estrangeiras. Os veículos também podem praticar a Crítica Gastronômica, em que um prato ou um estabelecimento são comentados por alguns especialistas. No Brasil, a principal crítica nesta área é a jornalista Danusia Barbara. Ver, sobre este assunto, o artigo Crítica.
As mesmas seções podem, ainda, conter indicações de nutricionistas e receitas culinárias para os leitores executarem em casa.
As revistas especializadas da área incluem a Ana Maria e Claudia Cozinha, da editora Abril, Menu, da editora Três, mais Basilico e Gula.
Na televisão, alguns canais e programas de referência são o Menu Confiança (do canal GNT), o À Moda da Casa, o Anonymus Gourmet e o TV Culinária.